# Dubnica (sielsowiet Podłabienie)
Dubnica (biał. Дубніца; ros. Дубница) – wieś na Białorusi, w obwodzie grodzieńskim, w rejonie grodzieńskim, w sielsowiecie Podłabienie, w pobliżu granicy z Polską.
W XIX w. przysiółek Chworościan, ferma, uroczysko i obręb leśny. W dwudziestoleciu międzywojennym wieś Dubnica-Wysiółek i folwark Dubnica leżały w Polsce, w województwie białostockim, w powiecie sokólskim.